# Philip Norton, Baron Norton of Louth

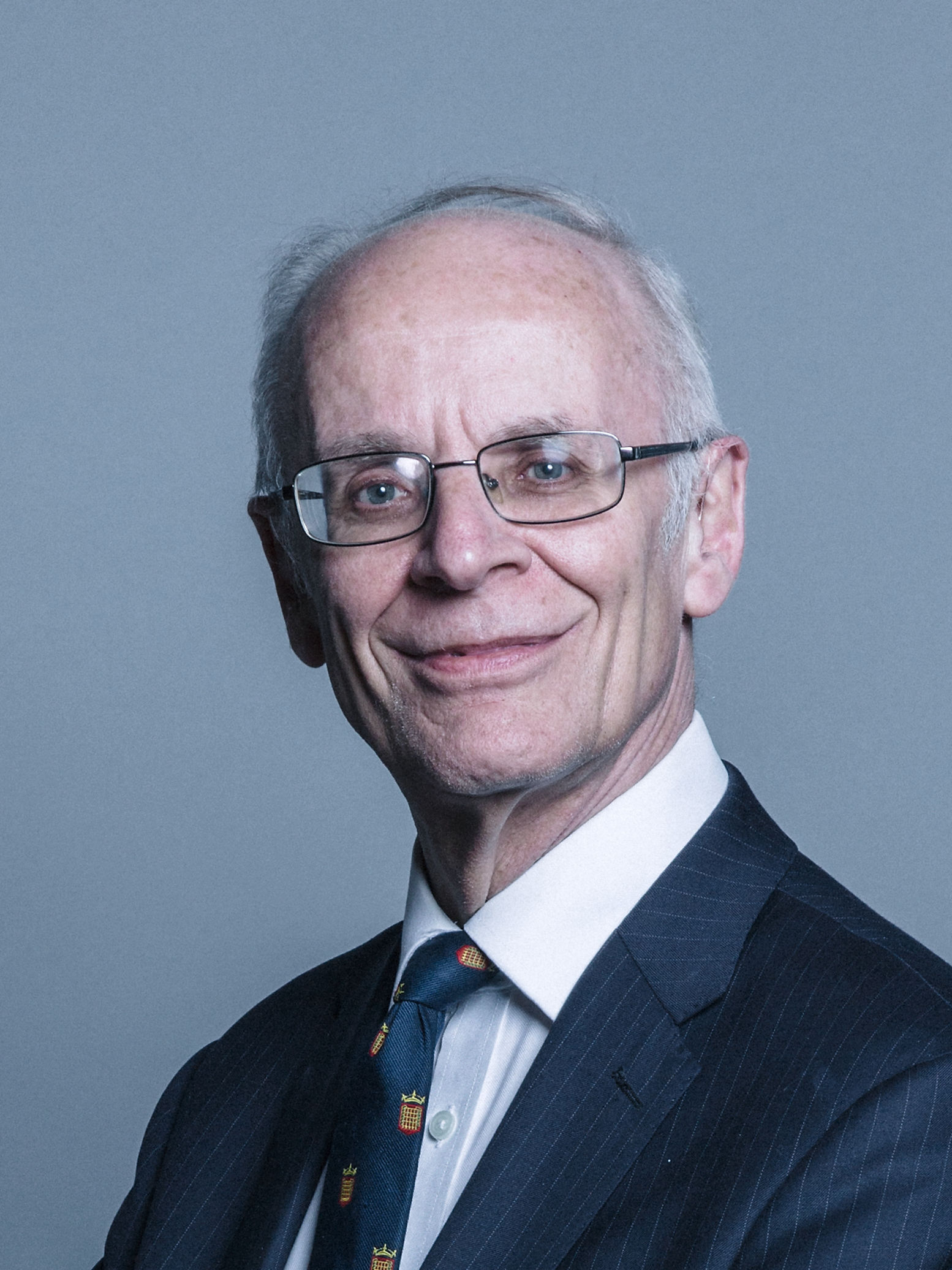
Philip Norton, Baron Norton of Louth

Philip Norton, Baron Norton of Louth FRSA (* 5. März 1951 in Louth, Lincolnshire) ist ein britischer Politikwissenschaftler, Hochschullehrer und Politiker der Conservative Party, der seit 1998 als Life Peer Mitglied des House of Lords ist und als einer der führenden Fachmänner für das Parlament des Vereinigten Königreichs gilt.

## Leben
Nach dem Schulbesuch absolvierte Norton ein Studium der Politikwissenschaften und war nach Beendigung des Studiums zunächst zwischen 1977 und 1982 Lecturer für Politikwissenschaften an der University of Hull, anschließend Senior Lecturer und schließlich zwischen 1984 und 1986 dort Reader für Politikwissenschaften. 1986 übernahm er als jüngster Politikwissenschaftler in Großbritannien eine Professur für Politikwissenschaften an der University of Hull und lehrt seitdem dort. Seit 1992 ist er zusätzlich Direktor des Zentrums für Studien der Legislative an der University of Hull.
Neben seiner Lehrtätigkeit engagierte er sich in zahlreichen Organisationen sowie Institutionen und war unter von 1981 bis 1993 anderem Mitglied der Exekutivkomiteen der Gruppe für parlamentarische Studien, zwischen 1983 und 1989 der Vereinigung für politische Studien, von 1983 bis 1995 der Gruppe für Politik in den USA sowie in den Jahren 1988 bis 1990 deren Präsident. Seit 1991 ist er auch Mitglied des Forschungskomitees der Gesetzgebungsfachleute der Internationalen Vereinigung der Politikwissenschaftler und war von 1994 bis 2003 auch deren Vize-Vorsitzender. Norton, der zwischen 1993 und 2008 Präsident der Politischen Vereinigung war, ist seit 1997 Mitglied des Rates der Hansard Society.
Norton wurde durch ein Letters Patent vom 1. August 1998 als Life Peer mit dem Titel Baron Norton of Louth, of Louth in the County of Lincolnshire, in den Adelsstand erhoben. Kurz darauf erfolgte am 6. Oktober 1998 seine Einführung (Introduction) als Mitglied des House of Lords. Im Oberhaus gehört er zur Fraktion der Conservative Party.
In der Folgezeit fungierte Lord Norton, der zwischen 1999 und 2000 Vorsitzender der Kommission zur Stärkung des Parlaments war, seit 2000 als Vorsitzender der Akademikergruppe der Konservativen und war zudem zwischen 2001 und 2004 Vorsitzender des Aufsichtsausschusses für die Verfassung. Seit 2010 ist er Vorsitzender der überparteilichen Gruppe für die Verfassung sowie Co-Vorsitzender der Parlamentarischen Universitätsgruppe.
Des Weiteren ist er seit 1999 auch Vizepräsident der Vereinigung für politische Studien sowie seit 2000 Trustee von History of Parliament und war zugleich zwischen 1999 und 2003 Vorsitzender des Standardausschusses des Stadtrates von Kingston upon Hull.
Norton, der 1995 Fellow der Royal Society of Arts wurde und seit 2001 Mitglied der Academy of Social Sciences ist, wurde 2011 von der University of Lincoln ein Ehrendoktor der Rechte (Hon. LLD) verliehen.

## Veröffentlichungen
Norton, der zwischen 1987 und 1993 Mitherausgeber der Fachzeitschrift Political Studies war und seit 1995 Herausgeber des Journal of Legislative Studies ist, veröffentlichte zahlreiche Fachbücher zu politischen Themen wie zum Beispiel:
- The Commons in Perspective (1981)
- Conservatives and Conservatism (1981)
- The Constitution in Flux (1982)
- The British Polity (1984, 5. Auflage 2010)
- Legislatures (1990)
- Back from Westminster (1993)
- Does Parliament Matter? (1993)
- The Conservative Party (1996)
- Parliaments in Contemporary Western Europe (3 Bände, 1998–2002)
- Parliament in British Politics (2005)
- Politics UK (7. Auflage, 2010)
- A Century of Constitutional Change (2011)